# Солдатски бал
Солдатски бал је дебитантски албум сарајевске групе Плави оркестар. Албум садржи хитове Суада, Што ће нама шоферима кућа са Надом Обрић и Боље бити пијан него стар. Албум је објављен 1985. године у издању дискографске куће Југотон.

## О албуму
Текстови албума су углавном инспирисани војним роком Саше Лошића, који је служио у Битољу од септембра 1983. до септембра 1984. На албуму су бројна гостовања, међу којима су Нада Обрић, Аки Рахимовски из Парног ваљка, Јура Стублић из групе Филм, Пеђа Д' Бој из групе Д Бојс, Иван "Фирчи" Феце из ЕКВ, Марина Перазић, Драгош Калајић, и Јован Ћирилов.
Са преко 500.000 продатих примерака, то је најпродаванији деби албум у Југославији и државама наследницама.

## Омот
Омот албума дизајнирао је Бојан Хаџихалиловић. Омот приказује четири члана бенда уз седам секретара СКОЈ-а, поред 49 личности из југословенске историје и јавног живота као што су Петар II Петровић-Његош, Иво Лола Рибар, Бата Живојиновић, Лепа Брена, Вук Караџић, Славко Штимац, Мирослав Крлежа, Оливер Мандић, Мирза Делибашић итд. 2015. године је заузео 58. место у листи Топ 100 омота југословенског рока.

## Списак песама
| №   | Назив                               | Трајање |  |
| 1.  | Суада                               | 2:50    |  |
| 2.  | (Медена цурице) дај ми вруће ракије | 3:10    |  |
| 3.  | Гујо, врати се                      | 2:40    |  |
| 4.  | Одлази нам раја                     | 2:48    |  |
| 5.  | Шта ће нама шоферима кућа           | 3:06    |  |
| 6.  | Боље бити пијан него стар           | 4:18    |  |
| 7.  | Good Bye Teens                      | 3:40    |  |
| 8.  | Стамбол, Пешта, Бечлија             | 2:54    |  |
| 9.  | Парајлија                           | 3:25    |  |
| 10. | Кад ми кажеш паша                   | 3:42    |  |
| 11. | Солдатски бал                       | 4:32    |  |

## Занимљивости
- Песма Суада је настала 1983. године.[2]
- Песма Боље бити пијан него стар је једно време била забрањена због љутих пензионера[3].

## Топ листе

### Недељна листа
| Листа           | Највиша позиција |
| --------------- | ---------------- |
| Радио ТВ ревија | 1                |

## Обраде
Боље бити пијан него стар - Док палме њишу гране (Дубровачки трубадури)